# Kaloula walteri
Kaloula walteri é uma espécie de anfíbio da família Microhylidae.
É endémica das Filipinas.
Os seus habitats naturais são: florestas subtropicais ou tropicais húmidas de baixa altitude, regiões subtropicais ou tropicais húmidas de alta altitude, matagal húmido tropical ou subtropical, rios, rios intermitentes, terras aráveis, pastagens e plantações .
Está ameaçada por perda de habitat.